# 秦瑞玠
秦瑞玠（1874年—？）字晋华，江苏无锡人。清朝及中华民国法学家、官员。

## 生平
秦瑞玠生于清朝同治十三年（1874年）。光绪二十三年（1897年）获优贡。不久，赴日本留学，专门学习法律，后毕业于日本法政大学。归国后，他起初在河南省任知县，不久改任江苏谘议局议员。
1912年后，他历任北京临时参议院议员、江苏吴县地方审判厅推事。1922年12月任代理农商部次长。1923年5月16日商标局成立大会在农商部参事会议厅举行，秦瑞玠任商标局首任局长。

## 著作
- 〔日〕松波仁一郎，日本商法论: 总则编, 会社编，秦瑞玠 译，上海：商务印书馆，1913年
- 〔日〕松波仁一郎，日本商法论: 商行为编，秦瑞玠 译，上海：商务印书馆，1913年
- 秦瑞玠，著作权律释义，上海：商务印书馆，1914年
- 秦瑞玠，大清新刑律释义，上海：商务印书馆，1916年
- 秦瑞玠，新刑律释义，上海：商务印书馆，1911年
- 孟森，秦瑞玠，敎育部審定共和國民新讀本，上海：商务印书馆，1914年
- 秦瑞玠，蒙學西洋歷史教科書，上海：文明书局，1903年
- 秦瑞玠，蒙学东洋历史教科书，上海：文明书局，1903年
- 秦瑞玠编，蒙学世界地图，上海：文明书局，？年
- 秦瑞玠，高等小学西洋历史教科书，上海: 文明书局，1905年
- 秦瑞玠译编，普通西洋历史教科书，上海：文明书局，1907年